# Errol Crossan
Errol Crossan   (Montreal, 6 d'octubre de 1930 - Langley, 1 de maig de 2016) és un exfutbolista quebequès de la dècada de 1950.
Començà la seva carrera el 1949 a Marpole Athletic Club. Pel que fa a clubs, destacà a New Westminster Royals, Manchester City i Norwich City.